# Forest Hills (Tennessee)
Forest Hills è un comune degli Stati Uniti d'America, situato nello Stato del Tennessee, nella Contea di Davidson.